# Pyrola grandiflora
Pyrola grandiflora — вид трав'янистих рослин родини Вересові (Ericaceae). Етимологія: лат. grandiflora — «великоквітковий».

## Опис
Це багаторічні вічнозелені кореневищні, 0.5–1.9(2.5) дм заввишки напівчагарники. Листки прості, базальні й довгочерешкові. Черешки 10–65(80) мм, голі. Листові пластини не або, іноді, вкриті плямами, матові й від світло-зеленого до пурпурно забарвлення на нижній поверхні, блискучі й темно-зелені на верхній поверхні, 9–33(45) × 10–50 мм, шкірясті, основи від усічених до закруглених або серцеподібні, краї від субцілих до городчасто-дрібнопилчастих, верхівки від заокруглених до гострих. Суцвіття 1 на стебло, 4–12-квіткові, від яйцювато-ланцетних до яйцюватих, 6–12 × (2)3–5 мм. Квітконіжки 3–8 мм. Квітки від рожево-білого до червонуватого кольору, віночки від 15 до 20 мм в діаметрі; пелюстки 6–10(11) × 4.2–6 мм; тичинки 4–7.5 мм; пиляки 1.6–3 мм. Капсули стиснено-кулясті, 2.9–4 × 3.8–6 мм. Насіння довжиною 0.5–0.7 мм. 2n = 46, 69. Квітує з квітня по червень.

## Поширення
Ісландія; Азія (Сибір); Північна Америка (Гренландія, Канада, Аляска (США)). Населяє тундрові райони, пустки, хвойні ліси, бореальні ліси і лісисті місцевості.

## Галерея

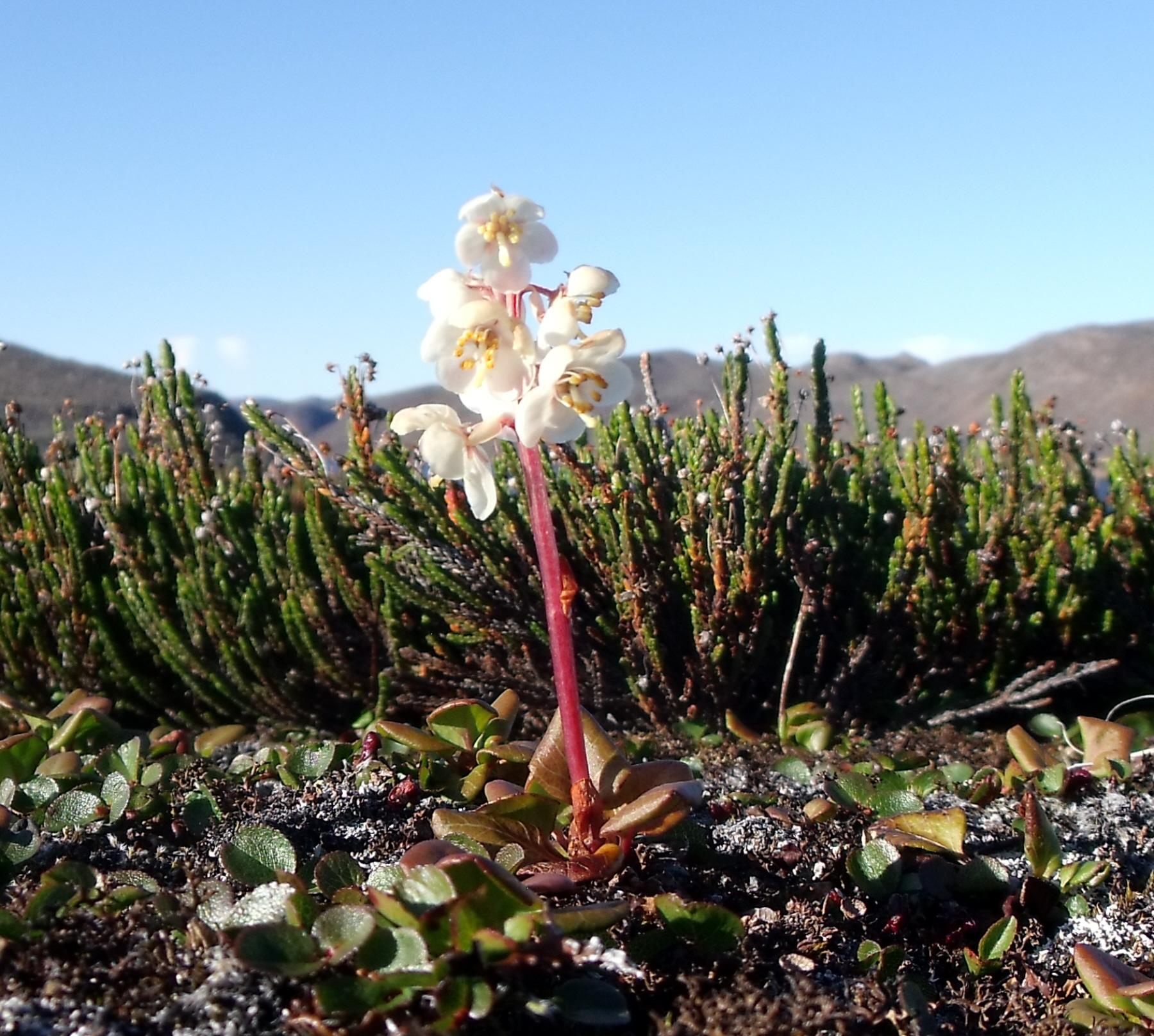
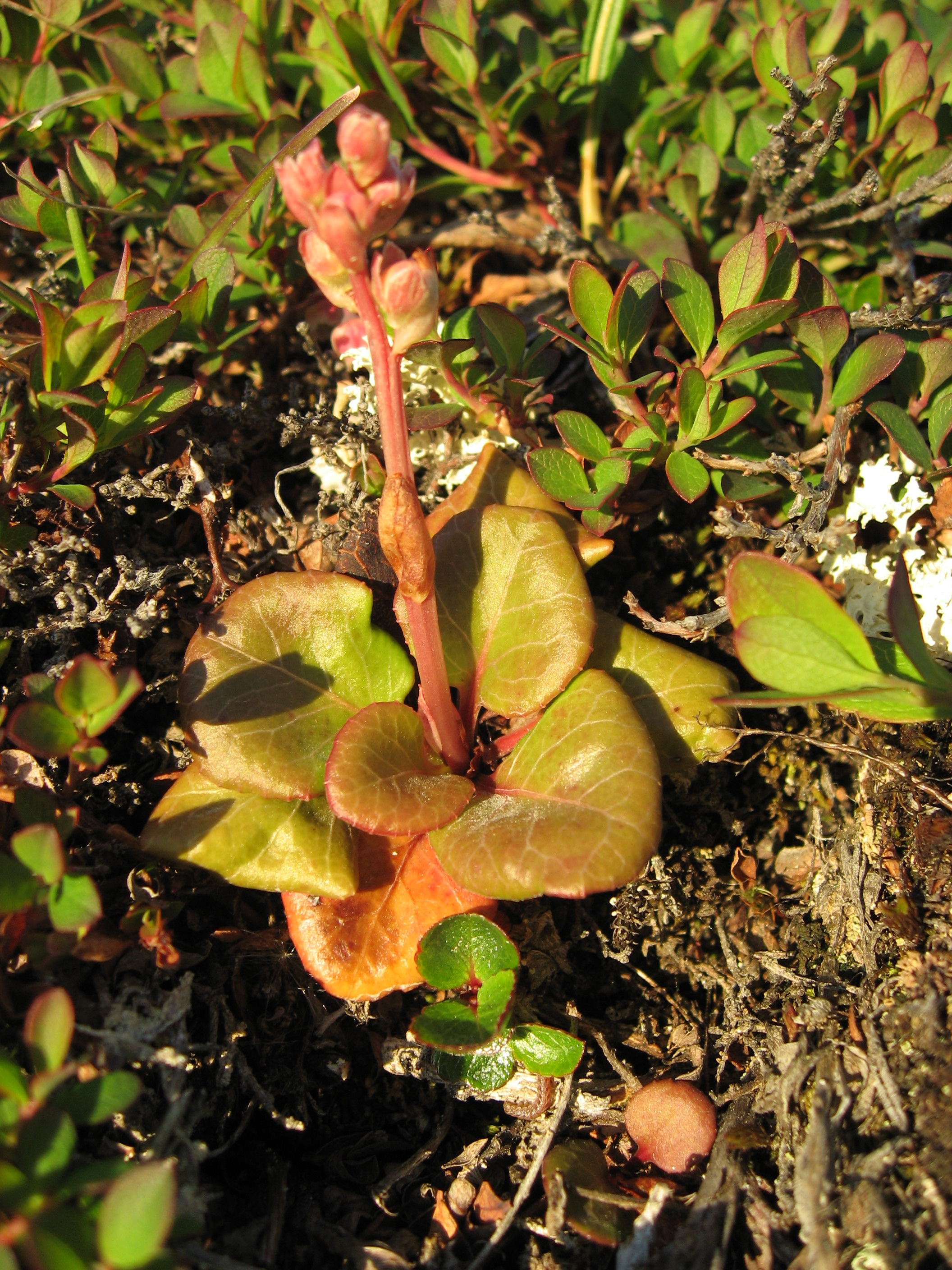